# Coccoloba uvifera
Coccoloba uvifera (L.) L. è una pianta della famiglia Polygonaceae, comunemente chiamata in lingua inglese Sea Grape (uva di mare) o in spagnolo Uva de playa (uva della spiaggia), oltre ad una grande varietà di denominazioni localistiche.

## Descrizione

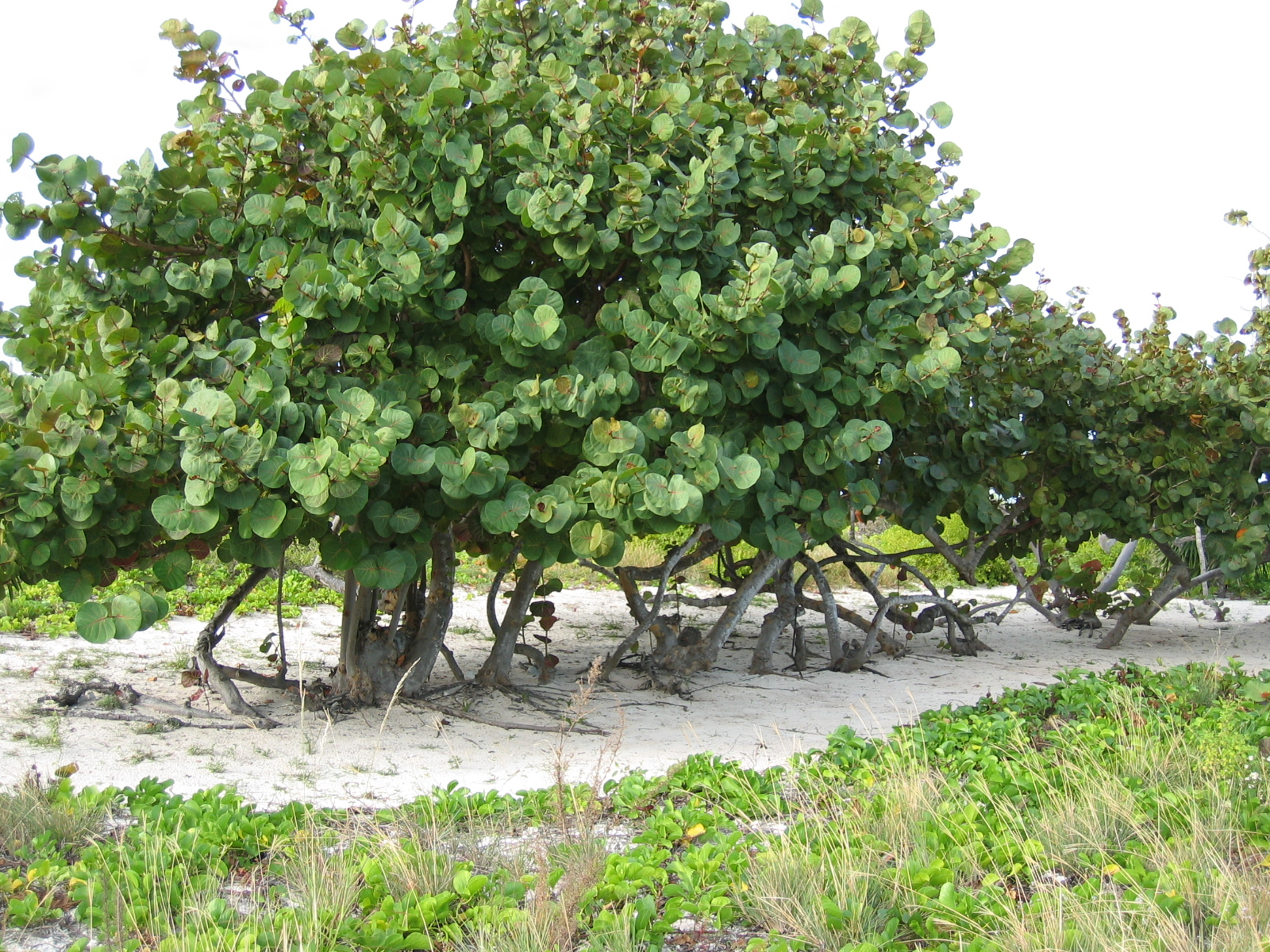
Pianta di Coccoloba uvifera a Cuba

Pianta che cresce in arbusti o piccoli alberi con rami che raggiungono una lunghezza da 2 a 7 metri. Generalmente si sviluppa in altezza da 3 a 10 metri ma può arrivare a raggiungere anche i 15 metri. La corteccia è spessa e liscia, la linfa di colore rosso intenso, i rami hanno una colorazione che va dall'arancione al marrone.
Le foglie hanno forma circolare, raggiungono un diametro di circa 20 cm e hanno solitamente una grossa venatura centrale; la loro colorazione varia dall'arancione, per le foglie giovani, fino al verde quando raggiungono la piena maturità, tendendo al rosso quando giungono al termine del proprio ciclo vitale.
Coccoloba uvifera è una specie dioica, i fiori maschili e femminili crescono su piante separate, questi iniziano a comparire sulla pianta quando essa raggiunge i 6-8 anni di età, hanno colorazione bianco-verde e sono raggruppati tra loro. Fiorisce durante tutto l'anno.
I frutti hanno forma sferica e crescono in grappoli simili a quelli dell'uva da tavola, hanno un colorazione che varia dal verde al violaceo. Nonostante la somiglianza, soprattutto dei frutti, la Coccoloba uvifera non ha nulla in comune con la vite (Vitis vinifera).
Tra le sue caratteristiche peculiari vi è quella di essere una specie arborea ectomicorrizica, cioè in grado di vivere in simbiosi con determinate specie di funghi. In natura sono stati rinvenuti esemplari ibridati con Coccoloba diversifolia.

## Distribuzione e habitat
Questa specie vive allo stato selvatico lungo la costa e si trova principalmente sulle piccole colline o le dune di sabbia vicine al mare. È largamente diffusa in natura in tutti i Caraibi, nell'America del Sud, nell'America Centrale e arriva sino agli stati meridionali degli Stati Uniti d'America (Florida, Mississippi). Nella tradizione del vudù di Haiti queste piante sono considerate la dimora abituale di Iwa Agwe.
Coltivata come pianta ornamentale è stata introdotta dall'uomo in tutti i continenti diventando in diversi casi una specie invasiva e offrendo un habitat ideale per alcune specie di insetti infestanti.

## Usi
I suoi frutti sono commestibili, hanno un sapore particolarmente dolce e proprietà antiossidanti, vengono utilizzati sia per la preparazione di confettura, sia per le loro proprietà medicinali. L'estratto viene utilizzato anche come ingrediente dall'industria cosmetica in virtù delle sue proprietà utili per la protezione della pelle. In alcuni paesi i frutti vengono fatti fermentare per ottenere una bevanda alcolica simile al vino.

Foglie e corteccia vengono altresì sfruttate per la preparazione di tisane e infusi dalle proprietà astringenti e antipiretiche.

I rami e il legno vengono usati come combustibile e talvolta anche per l'ebanisteria, la linfa viene usata per la concia e la tintura dei tessuti.
Viene spesso utilizzata dall'uomo nell'ambito dell'ingegneria naturalistica per stabilizzare le dune del litorale, prevenire l'erosione, fornire ombra e riparo dal vento.